# Moonlight (film 2002)
Moonlight è un film del 2002 diretto da Paula van der Oest.
Il film venne presentato al 25º Festival cinematografico internazionale di Mosca.

## Trama
La tredicenne Claire vive con i suoi ricchi genitori adottivi in una lussuosa ed isolata casa nel bosco nei pressi dell'aeroporto. Un giorno, la ragazza trova nel fienile un ragazzo ferito; questi è un corriere della droga che una banda di criminali ha cercato di uccidere per recuperare la droga che il giovane ha ingerito. Claire decide di prendersi cura del ragazzo senza dire nulla ai suoi genitori e col passare dei giorni i due si innamorano l'uno dell'altro. Quando gli spacciatori iniziano a cercare il ragazzo per terminare il lavoro e la famiglia di Claire deve tornare in città, i due giovani decidono di fuggire.

## Riconoscimenti
- 2002 - Nederlands Film Festival
  - Youth Jury Award
  - Candidatura alla miglior regia a Paula van der Oest
  - Candidatura alla miglior attrice a Laurien Van den Broeck

- 2003 - Ft. Lauderdale International Film Festival
  - Miglior giovane attrice a Laurien Van den Broeck

- 2003 - Hollywood Film Awards
  - Miglior film europeo

- 2003 - Festival cinematografico internazionale di Mosca
  - Candidatura al San Giorgio d'Oro

- 2003 - Rehoboth Beach Independent Film Festival
  - Candidatura al miglior film

- 2003 - Festival del Cinema Europeo
  - Students Jury Award